# Criminal Minds (8.ª temporada)
A oitava temporada de Criminal Minds estreou na CBS em 25 de setembro de 2012 e terminou em 25 de maio de 2012.
No Canadá, a oitava temporada foi ao ar um dia antes na CTV do que na CBS nos Estados Unidos.
Em 15 de fevereiro de 2012, o Deadline Hollywood informou que Paget Brewster (Emily Prentiss) deixaria o show assim que a sétima temporada terminasse. Todos os outros membros do elenco principal garantiram acordos para a temporada.Em 13 de junho de 2012, a CBS anunciou que Jeanne Tripplehorn se juntaria ao elenco do programa.

## Elenco

### Principal
- Joe Mantegna como Agente Especial de Supervisão David Rossi (Agente Sênior da BAU);
- Shemar Moore como Agente Especial de Supervisão Derek Morgan (Agente BAU);
- Matthew Gray Gubler como Agente Especial de Supervisão Dr. Spencer Reid (Agente BAU);
- A. J. Cook como Agente Especial de Supervisão Jennifer "JJ" Jareau (Agente BAU);
- Kirsten Vangsness como Analista Técnica Penelope Garcia (Analista Técnica BAU e Ligação de Co-Comunicação);
- Jeanne Tripplehorn como Agente Especial de Supervisão Dr. Alex Blake (Agente BAU);
- Thomas Gibson como Agente Especial de Supervisão Aaron "Hotch" Hotchner (Chefe da Unidade BAU e Ligação de Co-Comunicação).

### Recorrente
- Jayne Atkinson como Agente Especial de Supervisão Erin Strauss (Chefe da Seção BAU);
- Beth Riesgraf como Maeve Donovan;
- Mekhai Andersen como Henry LaMontagne;
- Nicholas Brendon como Kevin Lynch;
- Cade Owens como Jack Hotchner;
- Bellamy Young como Beth Clemmons;
- Josh Stewart como William "Will" LaMontagne Jr.;
- Skipp Sudduth como Stan Gordinski;
- Mark Hamill como John Curtis / O Replicador.

## Episódios
| Seq. | Episódios | Título                | Direção             | Escrito por                                                      | Data de exibição        | Audiência EUA (em milhões) |
| --- | --------- | --------------------- | ------------------- | ---------------------------------------------------------------- | ----------------------- | -------------------------- |
| 163 | 1         | "O Silenciador"       | Glenn Kershaw       | Erica Messer                                                     | 26 de setembro de 2012  | 11,73                      |
| Quando um preso do Texas escapa durante uma transferência de rotina e um guarda é posteriormente encontrado com a boca costurada, a BAU trabalha com o US Marshals Service para determinar se um serial killer conhecido como "O Silenciador" ressurgiu ou não. Enquanto isso, a equipe dá as boas-vindas ao seu mais novo membro, o especialista em linguística Alex Blake (Jeanne Tripplehorn).              |           |                       |                     |                                                                  |                         |                            |
| 164 | 2         | "O pacto"             | Karen Gaviola       | Janine Sherman Barrois                                           | 10 de outubro de 2012   | 11,49                      |
| Quando dois assassinatos aparentemente não relacionados – um em San Diego, Califórnia e outro em Los Angeles, Califórnia – são cometidos com poucas horas de diferença, o BAU suspeita que dois assassinos estão trabalhando em conjunto para se vingar de criminosos liberados pelo sistema de justiça. Enquanto isso, Rossi cria uma maneira única de passar seus dias de férias acumulados.                 |           |                       |                     |                                                                  |                         |                            |
| 165 | 3         | "Através do espelho"  | Dermot Downs        | Sharon Lee Watson                                                | 17 de outubro de 2012   | 11,81                      |
| Quando três membros de uma família de Kansas City, Kansas são encontrados mortos de um aparente assassinato-suicídio e outra família é posteriormente dada como desaparecida, a BAU se propõe a rastrear o agressor estabelecendo uma conexão entre os dois casos. Enquanto isso, Hotch recebe notícias surpreendentes que ameaçam testar seu relacionamento com Beth (Bellamy Young).                         |           |                       |                     |                                                                  |                         |                            |
| 166 | 4         | "Complexo de Deus"    | Larry Teng          | Breen Frazier                                                    | 24 de outubro de 2012   | 11,61                      |
| Quando um cadáver sem pernas é encontrado em Juarez, no México, e um amputado relutante aparece em um motel em Albuquerque, no Novo México , a BAU começa a traçar o perfil de um cirurgião amador (Ray Wise) cujo narcisismo chegou à sua cabeça. Enquanto isso, as conversas secretas de Reid com uma mulher misteriosa (Beth Riesgraf) deixam o resto da equipe intrigado.                                  |           |                       |                     |                                                                  |                         |                            |
| 167 | 5         | "A Boa Terra"         | John Terlesky       | Bruce Zimmerman                                                  | 31 de outubro de 2012   | 11,99                      |
| Quando quatro homens de La Grande, Oregon, desaparecem e uma poça de vômito encontrada na última cena do crime revela que a última vítima tinha níveis elevados de melatonina em seu sistema, o BAU tenta encontrar um elo comum entre as vítimas. Enquanto isso, JJ fica preocupado depois de saber que Henry insiste em não comemorar o Halloween.                                                           |           |                       |                     |                                                                  |                         |                            |
| 168 | 6         | "A Aprendizagem"      | Rob Bailey          | Virgil Williams                                                  | 7 de novembro de 2012   | 12,09                      |
| Quando uma prostituta de Miami, Flórida, é assassinada de maneira semelhante a uma série de assassinatos recentes de animais, a BAU se propõe a traçar um perfil de um assassino em escalada com um cúmplice mais velho. Enquanto isso, Morgan tenta convencer Reid a se juntar ao time de softball do Bureau e Hotch recebe um telefonema enervante.                                                          |           |                       |                     |                                                                  |                         |                            |
| 169 | 7         | "Os Caídos"           | Doug Aarniokoski    | Teleplay por: Rick Dunkle História por: Rick Dunkle & Danny Ramm | 14 de novembro de 2012  | 12,20                      |
| O BAU retorna à Califórnia para rastrear um assassino orientado para a missão depois que três moradores de rua são sequestrados, queimados além do reconhecimento e encontrados perto do píer de Santa Monica . Enquanto isso, Rossi reflete sobre seus dias como fuzileiro naval lutando no Vietnã quando encontra seu ex-sargento (Meshach Taylor).                                                          |           |                       |                     |                                                                  |                         |                            |
| 170 | 8         | "As rodas no ônibus…" | Rob Hardy           | Kimberly Ann Harrison                                            | 21 de novembro de 2012  | 11,53                      |
| Quando um ônibus escolar que transporta 24 alunos do ensino médio desaparece nos arredores de Washington, DC, a BAU faz malabarismos procurando pelos alunos desaparecidos, traçando o perfil dos seqüestradores e identificando o motivo distorcido por trás do crime descarado. |           |                       |                     |                                                                  |                         |                            |
| 171 | 9         | "Luz Magnífica"       | John T. Kretchmer   | Sharon Lee Watson                                                | 28 de novembro de 2012  | 12,37                      |
| Quando dois moradores de Seattle, Washington são esfaqueados até a morte em suas respectivas casas e o principal suspeito desaparece misteriosamente, a BAU tenta estabelecer uma conexão entre os dois eventos. Enquanto isso, Garcia fica preocupado depois que Morgan se recusa a participar de uma reunião na Embaixada Britânica.                                                                         |           |                       |                     |                                                                  |                         |                            |
| 172 | 10        | "The Lesson"          | Matthew Gray Gubler | Jeff Davis                                                       | 5 de dezembro de 2012   | 11,33                      |
| Quando os corpos de dois homens de Winslow, Arizona são encontrados em caixas semelhantes a caixões com mudanças marcantes em sua aparência, a BAU se propõe a rastrear um assassino do tipo "colecionador" (Brad Dourif) com uma obsessão incomum. Enquanto isso, Reid fica cada vez mais ansioso depois que Maeve propõe um encontro cara a cara.                                                            |           |                       |                     |                                                                  |                         |                            |
| 173 | 11        | "Perenes"             | Michael Lange       | Bruce Zimmerman                                                  | 12 de dezembro de 2012  | 12,01                      |
| Quando duas vítimas em dois estados do sul são marteladas até a morte através de um cinzel na parte de trás da cabeça, a BAU inicia uma intensa caçada a um assassino cuja assinatura combina com a de um assassino de trinta anos atrás. Enquanto isso, Hotch diz ao resto da equipe que alguém está deliberadamente replicando crimes que eles resolveram recentemente.                                      |           |                       |                     |                                                                  |                         |                            |
| 174 | 12        | "Zugzwang"            | Jesse Warn          | Breen Frazier                                                    | 16 de janeiro de 2013   | 12,64                      |
| Quando Reid descobre que Maeve desapareceu e recebe uma mensagem enigmática que o leva a concluir que seu perseguidor a levou, ele pede ajuda à equipe para encontrá-la. O BAU faz malabarismos com o perfil do sequestrador, rastreando o sequestrador e Maeve e impedindo que um deles sofra um colapso mental.                                                                                              |           |                       |                     |                                                                  |                         |                            |
| 175 | 13        | "Magnum Opus"         | Glenn Kershaw       | Jason J. Bernero                                                 | 23 de janeiro de 2013   | 11,84                      |
| Com Reid se isolando após a morte de Maeve, os membros restantes da BAU retornam à Califórnia e partem para identificar um serial killer de São Francisco que drena o sangue de suas vítimas antes de deixar seus corpos em lugares selecionados em todo o Mission District . |           |                       |                     |                                                                  |                         |                            |
| 176 | 14        | "Tudo o que resta"    | Thomas Gibson       | Erica Messer                                                     | 6 de fevereiro de 2013  | 11,98                      |
| Quando duas irmãs de Salisbury, Maryland são dadas como desaparecidas no aniversário de um ano do misterioso desaparecimento de sua mãe, o BAU faz malabarismos para determinar sua localização e determinar se seu pai é ou não suspeito em ambos os crimes. |           |                       |                     |                                                                  |                         |                            |
| 177 | 15        | "Quebrado"            | Larry Teng          | Rick Dunkle                                                      | 20 de fevereiro de 2013 | 10,69                      |
| Quando três civis de Austin, Texas, são brutalmente espancados até a morte e posteriormente encontrados com seus relógios ajustados para um horário específico, a BAU tenta traçar o perfil de um assassino que sofre de uma grave crise de identidade. |           |                       |                     |                                                                  |                         |                            |
| 178 | 16        | "Cópia Carbono"       | Rob Hardy           | Virgil Williams                                                  | 27 de fevereiro de 2013 | 10,33                      |
| Quando duas enfermeiras da Filadélfia, Pensilvânia, são encontradas exsanguinadas com as pálpebras removidas, a BAU suspeita que os crimes foram cometidos por "The Replicator" e tenta impedi-lo de atacar novamente. Enquanto isso, Blake luta com seus demônios pessoais depois de saber que Strauss quer fazer as pazes por suas ações passadas.                                                           |           |                       |                     |                                                                  |                         |                            |
| 179 | 17        | "A coleta"            | Michael Lange       | Kimberly Ann Harrison                                            | 20 de março de 2013     | 11,58                      |
| Com o caso Replicator declarado inativo, a BAU se propõe a rastrear um serial killer que tem como alvo as mulheres de Saint Paul, Minnesota, que documentam suas vidas pessoais e fantasias internas em sites de mídia social. Enquanto isso, Garcia suspeita que Kevin está com ciúmes de seu novo interesse amoroso depois de apresentá-los um ao outro.                                                     |           |                       |                     |                                                                  |                         |                            |
| 180 | 18        | "Restauração"         | Félix Alcalá        | Jim Clemente e Janine Sherman Barrois                            | 3 de abril de 2013      | 10,79                      |
| Quando três homens de Chicago, Illinois, são espancados até a morte e encontrados com as calças puxadas até as pernas, a BAU tenta identificar um assassino que vê suas vítimas como molestadoras de crianças. Enquanto isso, Morgan se envolve pessoalmente no caso depois que uma grande revelação o força a confrontar seu agressor de infância.                                                            |           |                       |                     |                                                                  |                         |                            |
| 181 | 19        | "Pagar adiantado"     | John Terlesky       | Bruce Zimmerman                                                  | 10 de abril de 2013     | 11,47                      |
| Quando o cadáver decapitado de um policial aposentado do Colorado é encontrado horas depois que uma cabeça decepada é descoberta na abertura de uma cápsula do tempo de 25 anos, o BAU faz malabarismos investigando a vida pessoal das vítimas e traçando o perfil de um vigilante crescente que percebe suas vítimas como hipócritas.                                                                        |           |                       |                     |                                                                  |                         |                            |
| 182 | 20        | "Alquimia"            | Matthew Gray Gubler | Sharon Lee Watson                                                | 1 de maio de 2013       | 10,13                      |
| Quando dois homens de Dakota do Sul são envenenados, desmembrados e encontrados com marcas ritualísticas em seus corpos, o BAU faz malabarismos para construir um perfil e identificar o motivo por trás dos crimes bizarros. Enquanto isso, Reid trabalha com Rossi para determinar a causa de seus recentes ataques de insônia.                                                                              |           |                       |                     |                                                                  |                         |                            |
| 183 | 21        | "Querida Babá"        | Doug Aarniokoski    | Virgil Williams                                                  | 8 de maio de 2013       | 10,08                      |
| Quando um serial killer da Califórnia que anualmente sequestra babás e crianças que eles assistem no mesmo dia ataca mais cedo do que o normal em Los Angeles, a BAU tenta localizar a babá e a criança desaparecidas e convencer o único sobrevivente conhecido a ajudar a identificar o assassino. |           |                       |                     |                                                                  |                         |                            |
| 184 | 22        | "#6"                  | Karen Gaviola       | Breen Frazier                                                    | 15 de maio de 2013      | 10,56                      |
| Quando dois casais de Detroit, Michigan, são encontrados mortos por múltiplas facadas superficiais no abdômen, o BAU determina que o assassino está forçando suas vítimas a se esfaquear fatalmente para atender a uma necessidade distorcida. Enquanto isso, Blake contempla seu futuro com a equipe depois que seu marido, James, (DW Moffett) retorna do exterior com uma proposta que pode mudar sua vida. |           |                       |                     |                                                                  |                         |                            |
| 185 | 23        | "Irmãos Hotchner"     | Rob Bailey          | Rick Dunkle                                                      | 22 de maio de 2013      | 11,01                      |
| Quando Hotch recebe um telefonema de seu irmão Sean (Eric Johnson) durante as férias em Nova York e vários civis são encontrados mortos por aparente overdose de ecstasy, o BAU tenta traçar o perfil de um assassino sociopata tentando fazer uma declaração. Enquanto isso, Hotch luta para não se envolver emocionalmente no caso.                                                                          |           |                       |                     |                                                                  |                         |                            |
| 186 | 24        | "O Replicador"        | Glenn Kershaw       | Erica Messer                                                     | 22 de maio de 2013      | 11,01                      |
| Quando "The Replicator" invade o sistema de computador de Garcia, mata Strauss invadindo seu quarto de hotel e forçando-a a beber vinho com ecstasy, e deixa uma mensagem provocativa para Hotch, a equipe faz malabarismos com o luto pela perda de um dos seus e identificando o motivo por trás da farra distorcida do perseguidor que virou serial killer.                                                 |           |                       |                     |                                                                  |                         |                            |